# أحمد كوناتي
أحمد كوناتي (بالفرنسية: Amadou Konaté)‏ هو لاعب كرة قدم فرنسي في مركز الهجوم، ولد في 1997 في فرنسا. لعب مع نادي بولون.

## وصلات خارجية
- أحمد كوناتي على موقع رابطة كرة القدم الفرنسية للمحترفين (الإنجليزية)
- أحمد كوناتي على موقع قاعدة بيانات كرة القدم.إي يو (الإنجليزية)
- أحمد كوناتي على موقع Soccerway.com (الإنجليزية)